# Cefisodoto el Viejo

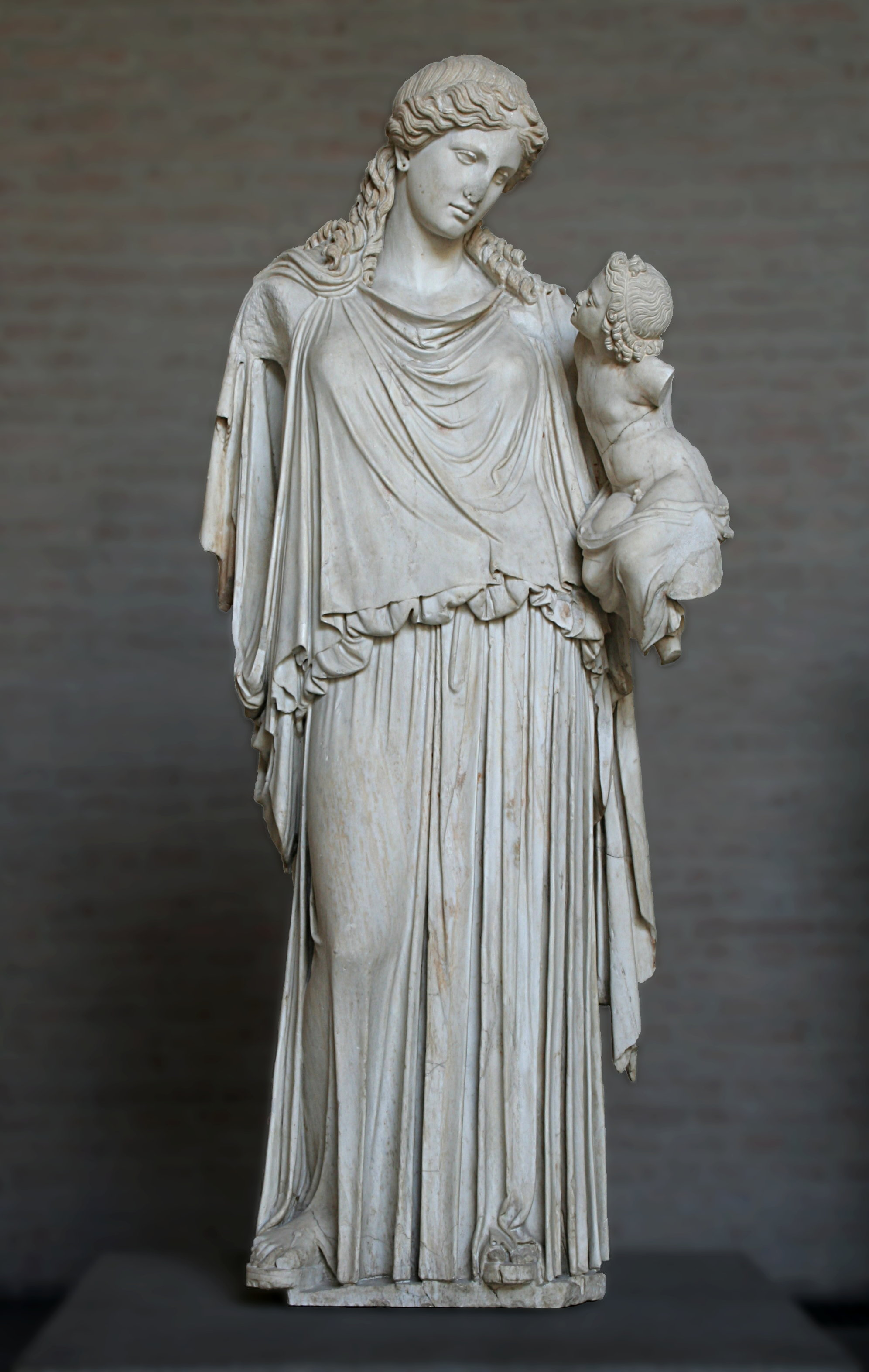
Irene portando a Pluto, Gliptoteca de Múnich (Inv. 219)

Cefisodoto el Viejo fue un escultor ateniense de comienzos del siglo IV a. C.

## Biografía
Su vida es mal conocida. Habitualmente es considerado el padre de Praxíteles, aunque la filiación no puede ser establecida con exactitud: Praxíteles no citaba el nombre de su padre en sus firmas, y su apogeo, que Plinio el Viejo, sitúa durante la 102 Olimpiada (es decir, 372-369 a. C.), parece más próxima a la de su hijo. El hecho de que el hijo de Praxíteles se llamara también Cefisodoto tiende, no obstante, a corroborar la filiación: la costumbre griega era que el hijo mayor llevara el nombre de su abuelo paterno. Es también posible que Cefisodoto no fuera el padre, sino el suegro de Praxíteles. Por último, se sabe que su hermana fue la primera esposa del estratego Foción. Parece, según las fuentes antiguas, que su esfera de actividad fuera relativamente limitada, centrada en el Ática.

## Obras
Su obra más conocida es Eirene y Pluto (es decir la paz portando a la riqueza), que corresponde a un encargo con ocasión de uno de los dos congresos panhelénicos por la paz, el primero de los cuales tuvo lugar en 374 a. C. y el segundo en 371 a. C. Pausanias la vio erigida en el Ágora de Atenas durante su visita a la ciudad. Fue reconocida en 1839 en una estatua romana que figuró en las colecciones Albani antes de llegar a la Gliptoteca de Múnich. Otra copia, tal vez más fiel, se halló en Cumas en la Magna Grecia; actualmente se conserva en el Museo Arqueológico Nacional de Nápoles. También fue el autor de un grupo de Mercurio alimentando al niño Dioniso, tema que se compara extrañamente con el Hermes con el niño Dioniso encontrado en Olimpia, y cuya atribución a Praxíteles es muy discutida. Los textos antiguos le atribuyen otras obras, de las que no se sabe cierto si se trata del abuelo o del nieto: un grupo de Musas en el Monte Helicón, una estatua de Atenea en El Pireo, en Atenas, una estatua de Zeus Sóter sentado en un trono y una estatua de Artemisa Sotera, para el santuario de Zeus en Megalópolis, realizadas conjuntamente con el escultor Jenofonte.